# Кейлор
Ке́йлор (англ. Keilor) — место обнаружения костных остатков ископаемого человека (череп и некоторые кости скелета) близ одноимённой деревни в 18 км северо-западнее от города Мельбурн, Австралия.
Кости человека были найдены в 1940 году в речных отложениях на глубине около 6 м. Обнаруженный череп отличался большим объёмом мозговой полости (1593 см3) и слабым развитием надбровных дуг. Лицо низкое, выступающее вперёд. Древность, определённая радиоуглеродным методом, составляет около 15,5 тысяч лет. Череп принадлежал человеку современного вида и имеет сходство с черепами аборигенов Австралии, но отличается более высоким сводом и более узким носом.